# The Freak

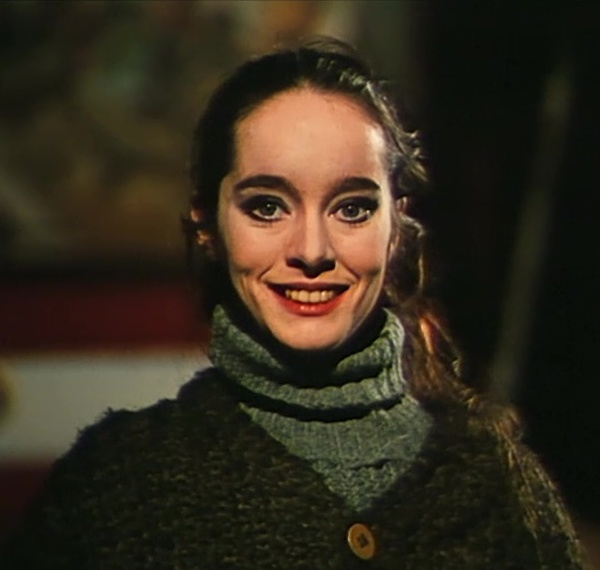
Victoria Chaplin

The Freak est une comédie dramatique inachevée de Charlie Chaplin, sur laquelle il travailla à la fin de sa vie, mais qu'il ne put réaliser.
L'histoire tourne autour d'une jeune fille sud-américaine  qui voit, de façon inattendue, lui pousser une paire d'ailes. Elle est enlevée et emmenée à Londres, où ses ravisseurs essayent de la faire passer pour un ange. Plus tard, elle parvient à s'échapper, mais est finalement arrêtée en raison de son apparence. Elle est ensuite soumise à un procès pour déterminer si elle est humaine ou non.
Chaplin a commencé à travailler sur ce scénario vers 1969 avec sa fille Victoria, en ayant à l'esprit de lui confier le rôle principal. Mais, le mariage imprévu de Victoria et l'âge déjà avancé de Chaplin ont constitué des obstacles qui empêchèrent la réalisation du film.
Dans ses Mémoires, My Life in Pictures, publiées en 1974, Chaplin parle de The Freak comme d'un travail en cours. « Je veux le faire un jour », est-il écrit dans une légende à côté d'une photo de Victoria en costume ailé publiée dans son livre de Mémoires. Il a également mentionné son intention de le réaliser dans une interview publiée à l'occasion de son 85e anniversaire en 1974. Aucune des images du film n'est connue, bien qu'une brève séquence en couleur de Victoria avec les ailes puisse être vue dans Charlie Chaplin - Les années suisses (2003).